# BBC Music Awards
I BBC Music Awards è stata una manifestazione musicale che si è tenuta in Regno Unito dal 2014 al 2017, prodotta da BBC Music. L'evento si svolgeva nel mese di dicembre ed era dedicato alla migliore musica dell'anno in chiusura, con particolari meriti alla musica pop britannica.

## Edizioni
| Anno | Data        | Luogo                            | Città                            | Trasmissione                    | Artista britannico dell'anno | Conduttore                                      |
| ---- | ----------- | -------------------------------- | -------------------------------- | ------------------------------- | ---------------------------- | ----------------------------------------------- |
| 2014 | 11 dicembre | Earls Court Exhibition Centre    | Londra                           | BBC One BBC Radio 1 BBC Radio 2 | Ed Sheeran                   | Fearne Cotton, Chris Evans                      |
| 2015 | 10 dicembre | Genting Arena                    | Birmingham                       | BBC One BBC Radio 1 BBC Radio 2 | Adele                        | Fearne Cotton, Chris Evans                      |
| 2016 | 12 dicembre | ExCeL London                     | Londra                           | BBC One BBC Radio 1 BBC Radio 2 | Coldplay                     | Fearne Cotton, Claudia Winkleman, Gemma Cairney |
| 2017 | 8 dicembre  | Nessuna cerimonia di premiazione | Nessuna cerimonia di premiazione | BBC Two                         | Stormzy                      | Claudia Winkleman, Clara Amfo                   |